# Музей історії ветеринарії
Музей історії ветеринарії є досить специфічною пам'яткою, порівняно зі всіма іншими музеями Києва, оскільки містить досить рідкісні експонати, здатні зацікавити істориків, що проводять дослідження в даній сфері, або людей з професією ветеринара.

## Зв'язок з Інститутом ветеринарної медицини НААН
Найчастіше відвідувачами даного пам'ятника історії та культури стають студенти НААН, оскільки саме для отримання професії надалі їм не тільки необхідно знати сучасні препарати і прилади, але і їх історичних прабатьків. Також дуже корисною інформацією для мотивації молоді — є зібрані відомості про високоповажних ветеринарів минулого століття. Таким чином, Інститут щорічно влаштовує екскурсії для відвідування виставок, а також самостійні відвідування проводяться студентами для знаходження матеріалу щодо отриманого завдання.

## Зали музею
Музей має кілька залів, кожен з яких має свою власну тематику. Наприклад, в одному з них збереглися фотографії та зібрані біографії найвідоміших ветеринарів. В архіві також зібрані деякі з робіт тих чи інших особистостей, найвідоміші, правда розташовані в залі, оскільки є одним з найпопулярніших і цікавих експонатів. У наступному залі будь-який з відвідувачів зможе детально розглянути інструменти, якими раніше користувалися ветеринари, біля кожного з експонатів розташовується докладний опис, а також характеристики і період використання того чи іншого приладу.